# Nakhon Sawan

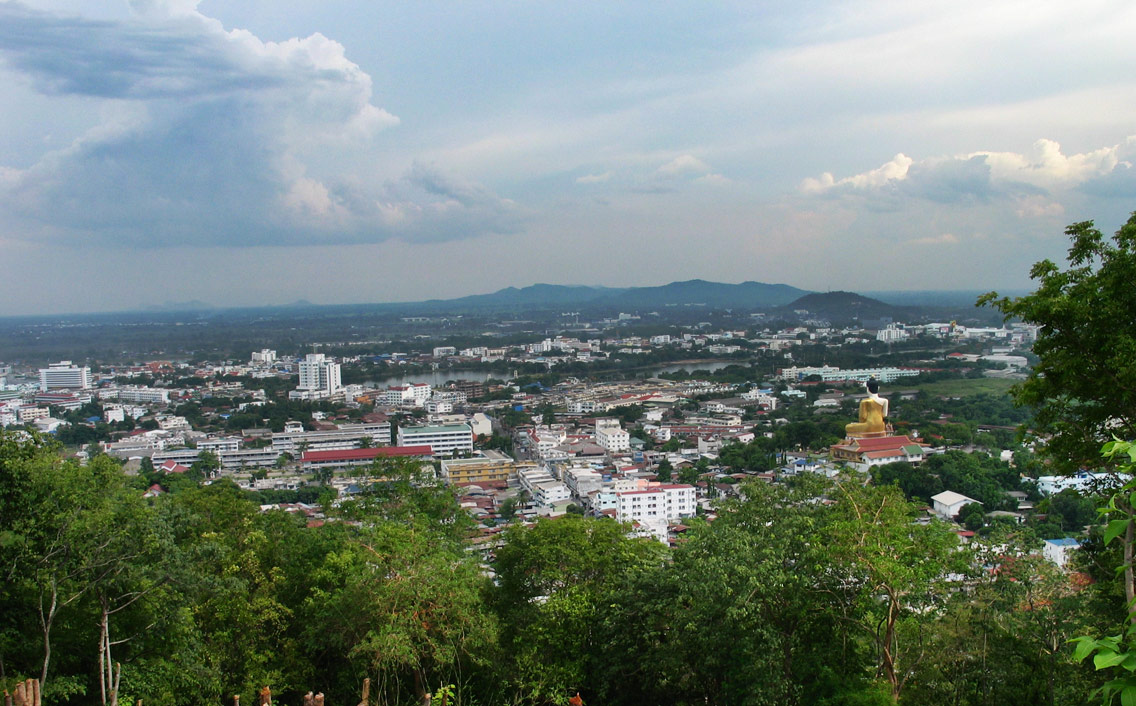
Vista de Nakhon Sawan

Nakhon Sawan (Thai:นครสวรรค์) é uma cidade na Tailândia. A cidade tem aproximadamente 125.000 habitantes. A cidade é a capital da província de Nakhon Sawan e do distrito de Nakhon Sawan. Nakhon Sawan está aproximadamente 240 quilômetros a norte de Banguecoque.